# Arthur Havers

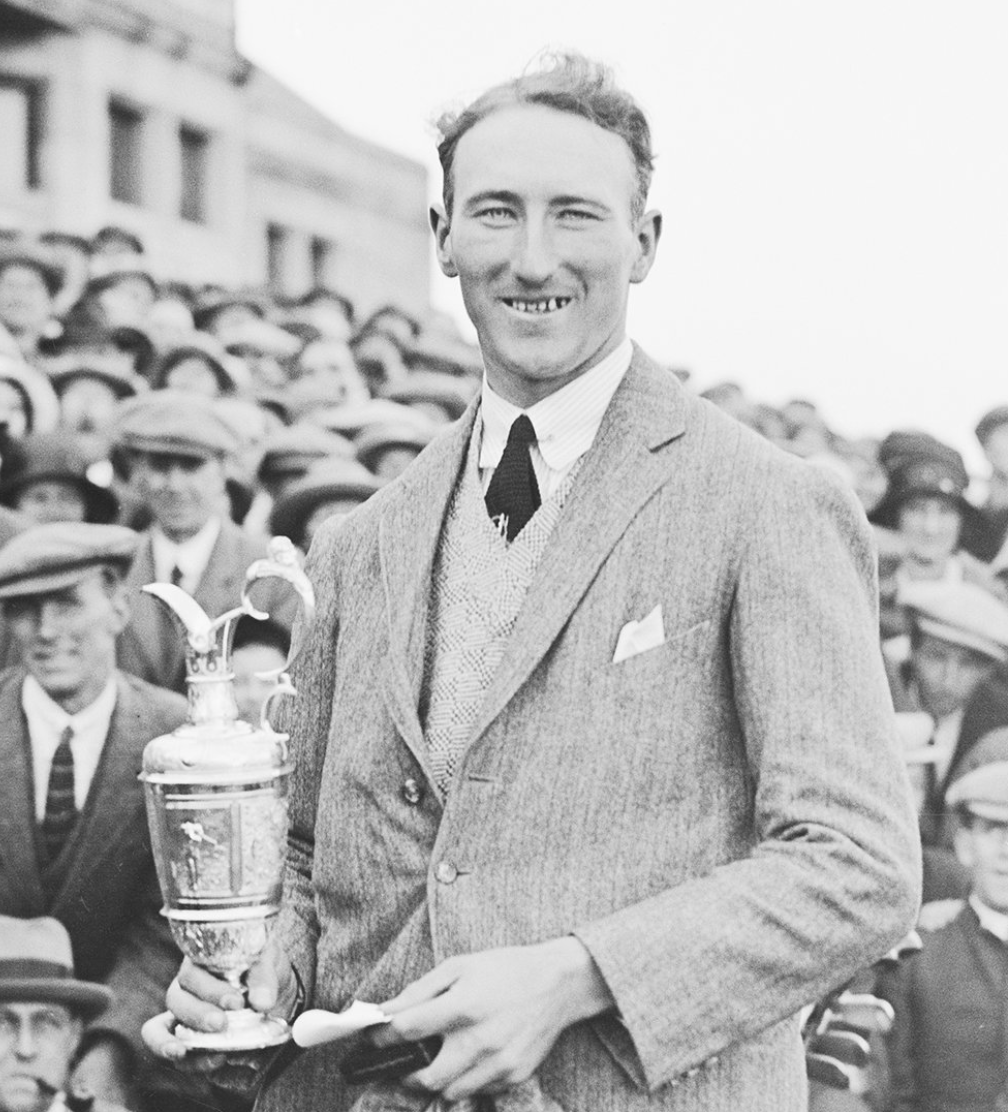
Havers 1923

Arthur Havers, född 1898 i Norwich, död 27 november 1980, var en engelsk golfspelare.
Havers kvalificerade sig till majortävlingen The Open Championship första gången 1914 då han bara var 16 år. 1923 vann han tävlingen på 295 slag på Royal Troon, ett slag före Walter Hagen. Han gjorde birdie på det sista hålet genom att slå sitt bunkerslag direkt i hål. Han är 2005 fortfarande den ende europeiske spelare som har vunnit en major på Royal Troon.
Han deltog i Ryder Cup 1927, 1931 och 1933.